# Dragon Master
Dragon Master (títol original en xinès, 葉問3; distribuït en anglès com a Ip Man 3) és una pel·lícula biogràfica d'arts marcials de Hong Kong del 2015 dirigida per Wilson Yip, produïda per Raymond Wong i escrita per Edmond Wong amb coreografia d'acció de Yuen Woo-ping. És la tercera pel·lícula de la sèrie de pel·lícules Ip Man basada en la vida del gran mestre de Wing Chun Ip Man i compta amb Donnie Yen en el paper principal. L'alumne d'Ip Man, Bruce Lee, és interpretat per Danny Chan i el company d'Ip Man expert i rival en Wing Chun Cheung Tin-chi, també conegut com a Sum Nung, és interpretat per Zhang Jin. La pel·lícula també compta amb Mike Tyson. El rodatge principal va començar el març de 2015 i va acabar el juny d'aquell any. S'ha doblat i subtitulat al català.
El 16 de desembre de 2015 va tenir lloc la preestrena a Hong Kong, i es va estrenar oficialment el 24 de desembre a Hong Kong, Singapur i Malàisia. Es va començar a distribuir a Taiwan el 31 de desembre, Nova Zelanda i Regne Unit el 15 de gener de 2016 i una setmana més tard a Austràlia. Es va estrenar als Estats Units el 22 de gener de 2016 i a la Xina continental, el 4 de març del mateix any. La pel·lícula va rebre crítiques positives i vuit nominacions als Hong Kong Film Awards, incloses les categories a millor pel·lícula i millor direcció, i va guanyar el premi al millor muntatge. També va guanyar el guardó a la millor coreografia d'acció, millor direcció i millor pel·lícula al Festival Internacional de Cinema de Shanghai de 2016.